# Tournoi Pontins de snooker pro-am (printemps)
Le tournoi Pontins de snooker pro-am (printemps) est un tournoi ouvert aux joueurs professionnels et amateurs et de catégorie non classée (en anglais non ranking), c'est-à-dire ne comptant pas pour le classement mondial.
Organisé à Prestatyn, au Pays de Galles, il s'est tenu pour la première fois en 1974 et a été renouvelé chaque année jusqu'en 2011. Ken Doherty et Stuart Bingham sont les plus titrés. Ils se sont imposés à trois reprises.

## Palmarès
| Année                                         | Vainqueur                                     | Finaliste                                     | Score                                         | Saison                                        |
| Tournoi Pontins de snooker pro-am (printemps) | Tournoi Pontins de snooker pro-am (printemps) | Tournoi Pontins de snooker pro-am (printemps) | Tournoi Pontins de snooker pro-am (printemps) | Tournoi Pontins de snooker pro-am (printemps) |
| --------------------------------------------- | --------------------------------------------- | --------------------------------------------- | --------------------------------------------- | --------------------------------------------- |
| 1974                                          | Doug Mountjoy                                 | John Spencer                                  | 7-4                                           | 1973-1974                                     |
| 1975                                          | Ray Reardon                                   | John Virgo                                    | 7-1                                           | 1974-1975                                     |
| 1976                                          | Doug Mountjoy (2)                             | Lance Pibworth                                | 7-1                                           | 1975-1976                                     |
| 1977                                          | Alex Higgins                                  | Terry Griffiths                               | 7–4                                           | 1976-1977                                     |
| 1978                                          | Steve Davis                                   | Tony Meo                                      | 7–6                                           | 1977-1978                                     |
| 1979                                          | Steve Davis (2)                               | Jimmy White                                   | 7-3                                           | 1978-1979                                     |
| 1980                                          | Willie Thorne                                 | Cliff Wilson                                  | 7-3                                           | 1979-1980                                     |
| 1981                                          | John Hargreaves                               | Cliff Wilson                                  | 7-2                                           | 1980-1981                                     |
| 1982                                          | John Parrott                                  | Ray Reardon                                   | 7–4                                           | 1981-1982                                     |
| 1983                                          | Terry Griffiths                               | Ray Reardon                                   | 7-3                                           | 1982-1983                                     |
| 1984                                          | Neal Foulds                                   | Doug Mountjoy                                 | 7-4                                           | 1983-1984                                     |
| 1985                                          | Jim Chambers                                  | John Parrott                                  | 7-6                                           | 1984-1985                                     |
| 1986                                          | John Parrott (2)                              | Tony Putnam                                   | 7–6                                           | 1985-1986                                     |
| 1987                                          | Stefan Mazrocis                               | Barry Pinches                                 | 7-2                                           | 1986-1987                                     |
| 1988                                          | Ken Doherty                                   | Colin Morton                                  | 7-5                                           | 1987-1988                                     |
| 1989                                          | Peter Ebdon                                   | Ken Doherty                                   | 7-4                                           | 1988-1989                                     |
| 1990                                          | Tony Rampello                                 | Paul Davies                                   | 7-3                                           | 1989-1990                                     |
| 1991                                          | Mike Hallett                                  | Wayne Brown                                   | 9–6                                           | 1990-1991                                     |
| 1992                                          | Declan Hughes                                 | Steve James                                   | 7-2                                           | 1991-1992                                     |
| 1993                                          | Mike Hallett (2)                              | Steve James                                   | 7-6                                           | 1992-1993                                     |
| 1994                                          | Wayne Brown                                   | Graeme Dott                                   | 7-3                                           | 1993-1994                                     |
| 1995                                          | Mark Williams                                 | Peter Ebdon                                   | 7-4                                           | 1994-1995                                     |
| 1996                                          | Ken Doherty (2)                               | Darren Morgan                                 | 7-3                                           | 1995-1996                                     |
| 1997                                          | Ken Doherty (3)                               | Paul Bunyard                                  | 7-6                                           | 1996-1997                                     |
| 1998                                          | James McGouran                                | Neal Foulds                                   | 7-0                                           | 1997-1998                                     |
| 1999                                          | John Gallagher                                | Luke Simmonds                                 | 7-4                                           | 1998-1999                                     |
| 2000                                          | Ian Preece                                    | Scott MacKenzie                               | 7-4                                           | 1999-2000                                     |
| 2001                                          | Luke Simmonds                                 | Brian Morgan                                  | 7-5                                           | 2000-2001                                     |
| 2002                                          | Paul Sweeny                                   | Scott MacKenzie                               | 4-3                                           | 2001-2002                                     |
| 2003                                          | Judd Trump                                    | Mike Hallett                                  | 4–2                                           | 2002-2003                                     |
| 2004                                          | Stuart Bingham                                | Wayne Cooper                                  | 5-3                                           | 2003-2004                                     |
| 2005                                          | Jamie Cope                                    | Mike Finn                                     | 5-0                                           | 2004-2005                                     |
| 2006                                          | Stuart Bingham (2)                            | Tom Harris                                    | 5–2                                           | 2005-2006                                     |
| 2007                                          | Leo Fernandez                                 | Daniel Wells                                  | 5–2                                           | 2006-2007                                     |
| 2008                                          | David Grace                                   | Nigel Bond                                    | 5-1                                           | 2007-2008                                     |
| 2009                                          | Stuart Bingham (3)                            | Matthew Couch                                 | 5-1                                           | 2008-2009                                     |
| 2010                                          | Nigel Bond                                    | Stephen Craigie                               | 5–2                                           | 2009-2010                                     |
| 2011                                          | Leo Fernandez (2)                             | Sydney Wilson                                 | 5-1                                           | 2010-2011                                     |

## Bilan par pays
| Pays            | Joueurs | Total | Premier titre | Dernier titre |
| --------------- | ------- | ----- | ------------- | ------------- |
| Angleterre      | 18      | 23    | 1978          | 2010          |
| Pays de Galles  | 5       | 6     | 1974          | 2000          |
| Irlande         | 3       | 6     | 1988          | 2011          |
| Irlande du Nord | 2       | 2     | 1977          | 1992          |
| Écosse          | 1       | 1     | 1988          | 1988          |